# Onofre Pires da Silveira Canto
Onofre Pires da Silveira Canto (Porto Alegre, 25 de septiembre de 1799 - Santana do Livramento, 3 de marzo de 1844) fue un militar brasileño y uno de los líderes de la Revolución Farroupilha.
Combatió con el Regimiento de Caballería de Milicias de Porto Alegre en los enfrentamientos contra Artigas de 1816 y 1821 y en la Guerra de la Cisplatina (1825-1828). Durante la Revolución Farroupilha fue uno de los oficiales más activos de las tropas ríograndenses. Fue quien dirigió a las fuerzas que dieron inicio a la revolución el 19 de septiembre de 1835 en el encuentro del Puente de Azenha. En 1836 fue apresado en la Batalla de Fanfa junto con Bento Gonçalves. Fue enviado como prisionero a Río de Janeiro y apresado en el fuerte de Santa Cruz de donde huyó al año siguiente junto al capitán José de Almeida Corte Real.
En 1844, Gonçalves y Pires se enfrentaron y pactaron un duelo que ocurrió el 27 de febrero de 1844 en Santana do Livramento donde Pires fue herido en el antebrazo derecho. Moriría cuatro días después a causa de la gangrena generada por la herida.